# レグニツァ公国

レグニツァ公国
Księstwo Legnickie (pl)
Lehnické knížectví (cs)
Herzogtum Liegnitz (de)

レグニツァ公国またはリーグニッツ公国（ポーランド語：Księstwo Legnickie；チェコ語：Lehnické knížectví；ドイツ語：Herzogtum Liegnitz）は、シロンスク公国群を構成した公国の一つ。首都はレグニツァ。ボレスワフ2世によって創設されたもので、他の多くのシロンスク諸公国と運命を共にし、最初はボヘミア王冠領、次にハプスブルク君主国（オーストリア）の影響下にはいり、シュレージエン戦争の結果プロイセン王国に併合された。

## 歴史

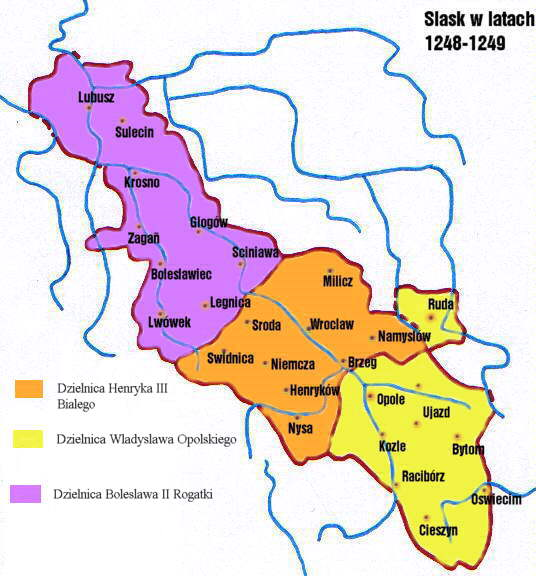
1248年のシロンスク、ボレスワフ2世のレグニツァ公国（紫色）、ヘンリク3世のヴロツワフ公国（オレンジ色）、2人の又従弟ヴワディスワフの高地シロンスク公国（黄色）に分かれている

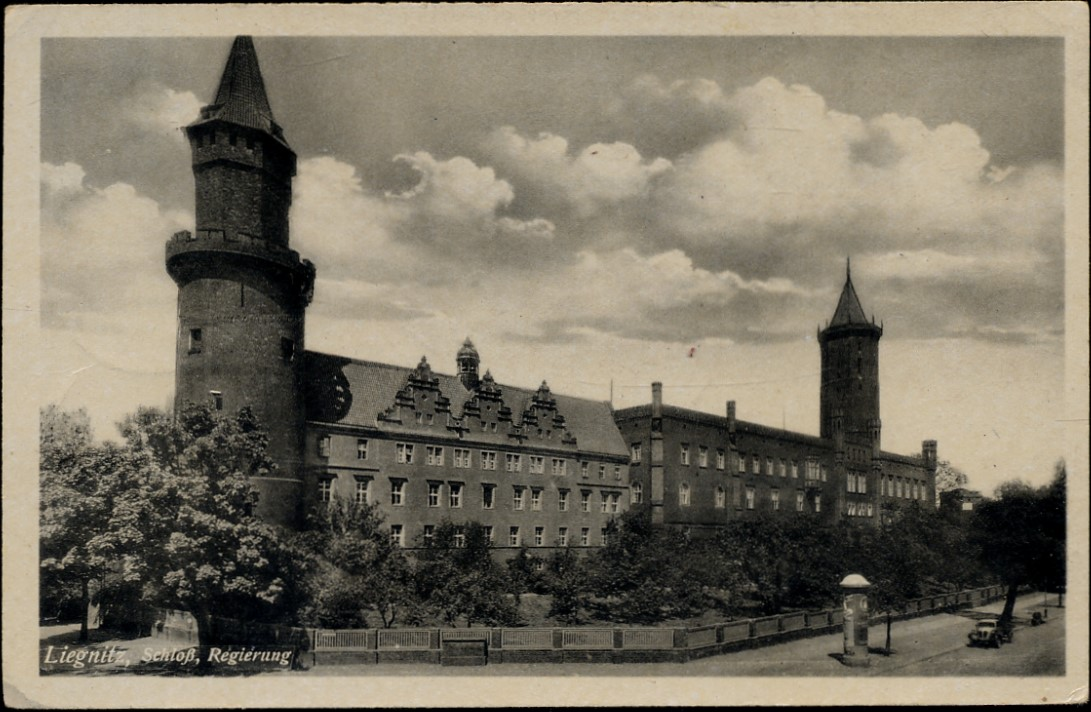
レグニツァ城（1945年に消滅）

レグニツァはモンゴル人によるポーランド侵攻の最中の1241年4月9日に、郊外のレグニツキェ・ポーレ村がレグニツァの戦い（ヴァールシュタットの戦い）の舞台となったことで有名である。シロンスク諸公の1人でポーランド大公のヘンリク2世が率いる、ポーランドやニーダーバイエルンの封建貴族、騎士修道会などで構成されたキリスト教徒の軍隊は、モンゴル人に完膚なきまでに叩き潰された。モンゴル人は敵の総大将ヘンリク2世を殺し、その軍勢を壊滅させたにもかかわらず、オゴデイ・カアンの死に伴うカアンの選出行事に出席するため、ヨーロッパへのさらなる進軍を取りやめて引き揚げた。レグニツァの地元住民は現在でも、レグニツァの戦いを記念する行事を毎年行っている。
ヘンリク2世の死後、その長男ボレスワフ2世が後を継いで低地シロンスクを支配していたが、1248年にすぐ下の弟ヘンリク3世は、兄に自分の相続する分領を差し出すよう兄に要求した。ヘンリク3世はヴロツワフの貴族層の支持を取り付けて兄に低地シロンスク公国の中心部を譲らせ、ボレスワフ2世は北のレグニツァに追いやられた。さらに、そのまた下の弟でパッサウ司教になる予定だったコンラトも領地の分割相続を求めてきた。コンラトは1251年にボレスワフ2世から領地の一部を譲らせ、グウォグフ公国を創設した。
しかし、1278年に後を継いだボレスワフ2世の息子ヘンリク5世は、従弟のヴロツワフ公ヘンリク4世（ヘンリク3世の息子）との戦いに勝利して公国の領域を拡大することに成功し、1290年にヘンリク4世が死ぬと、ボヘミア王ヴァーツラフ2世の支持を得てその遺領を相続したので、レグニツァ公国とヴロツワフ公国は再統合されることになった。1296年にヘンリク5世が死んだ時、長男ボレスワフ3世は未成年であったため、ヴァーツラフ2世がその後見人を務めることになったが、このことがシロンスクにおけるボヘミアの影響を強めた。
ボレスワフ3世は1303年にヴァーツラフ2世の娘マルケータと婚約し、1306年にプシェミスル王朝が絶えると、無謀にもそのボヘミア王位の相続人になろうと試みたが失敗した。ボレスワフ3世は再統合されたレグニツァ＝ヴロツワフ公国をうまく治めることが出来ず、1311年に低地シロンスクは再び分裂し、ヴロツワフはボレスワフ3世の次弟ヘンリク6世に与えられた。ボレスワフ3世はレグニツァの領有に関しても末弟ヴワディスワフと争わねばならず、1329年には自分のレグニツァ公としての地位を保障してもらうべく、義兄のボヘミア王ヨハン・フォン・ルクセンブルクに臣従を誓わねばならなくなった。

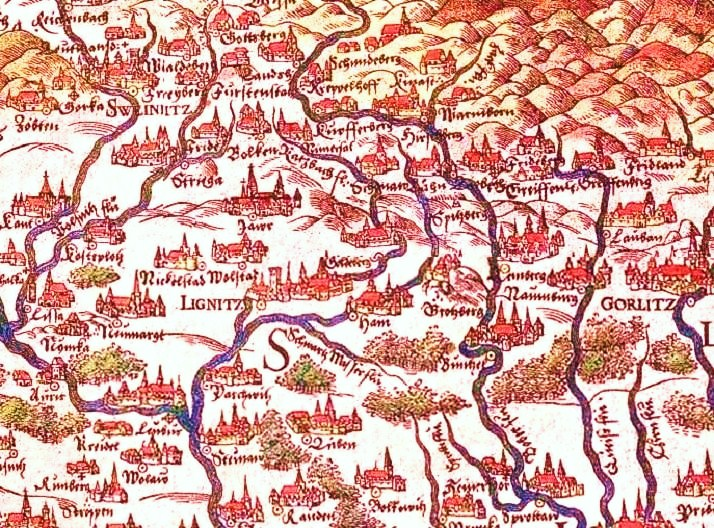
低地シロンスクのレグニツァ周辺地域の地図（南向き）、マルティン・ヘルヴィヒが1561年に製作

1329年にボヘミア王国の属領になった後も、公国の政治的な弱体化は進んでいった。ボレスワフ3世の2人の息子、ヴァツワフ1世とルドヴィク1世の起こした兄弟間の争いが、公国に対する神聖ローマ帝国の影響力を強めてしまったのである。1419年、ヴァツワフ2世の死に伴ってレグニツァ公爵家が絶えると、分家筋のブジェク公ルドヴィク2世がレグニツァ公国を相続した。ルドヴィク2世が男子をもうけないまま死んだため、1449年にレグニツァ公国は相続人のいなくなった封土として、ボヘミア王国に併合された。しかしその5年後の1454年、公国はルドヴィク2世の娘ヤドヴィガを母に持つフリデリク1世に与えられたことで復活、フリデリク2世の代でグウォグフも獲得した。
公国では早くも1522年からプロテスタント宗教改革が始まり、領民はルター派の信徒になった。1526年、モハーチの戦いでボヘミア王ルドヴィーク・ヤゲロンスキー（ハンガリー王ラヨシュ2世）が戦死すると、封土であるレグニツァ公国を含むボヘミア王冠領は、ハプスブルク君主国の支配領域に包摂された。1561年、レグニツァ出身の地図学者マルティン・ヘルヴィヒが、シロンスクの地図を初めて製作した。
1675年、シロンスクのピャスト家最後のレグニツァ公であったイェジ・ヴィルヘルムが死ぬと、公国はハプスブルク君主国の直接統治下に入った。1537年、レグニツァ公国はブランデンブルクとの間で、公爵家が断絶した時にはブランデンブルク選帝侯が公国を相続するという協定を結んでいたが、これは無効と見なされていた。プロイセン王フリードリヒ2世はこの古い相続協定を持ち出し、第1次シュレージエン戦争を引き起こす口実にした。1742年、オーストリア継承戦争でボヘミア女王マリア・テレジアが敗北するにおよび、レグニツァを含むシロンスク（シュレージエン）の大部分はプロイセン領となった。プロイセンに併合された後、レグニツァ公国の旧領域はその保持していた諸特権の大半を喪失した。